# Karsten Becker

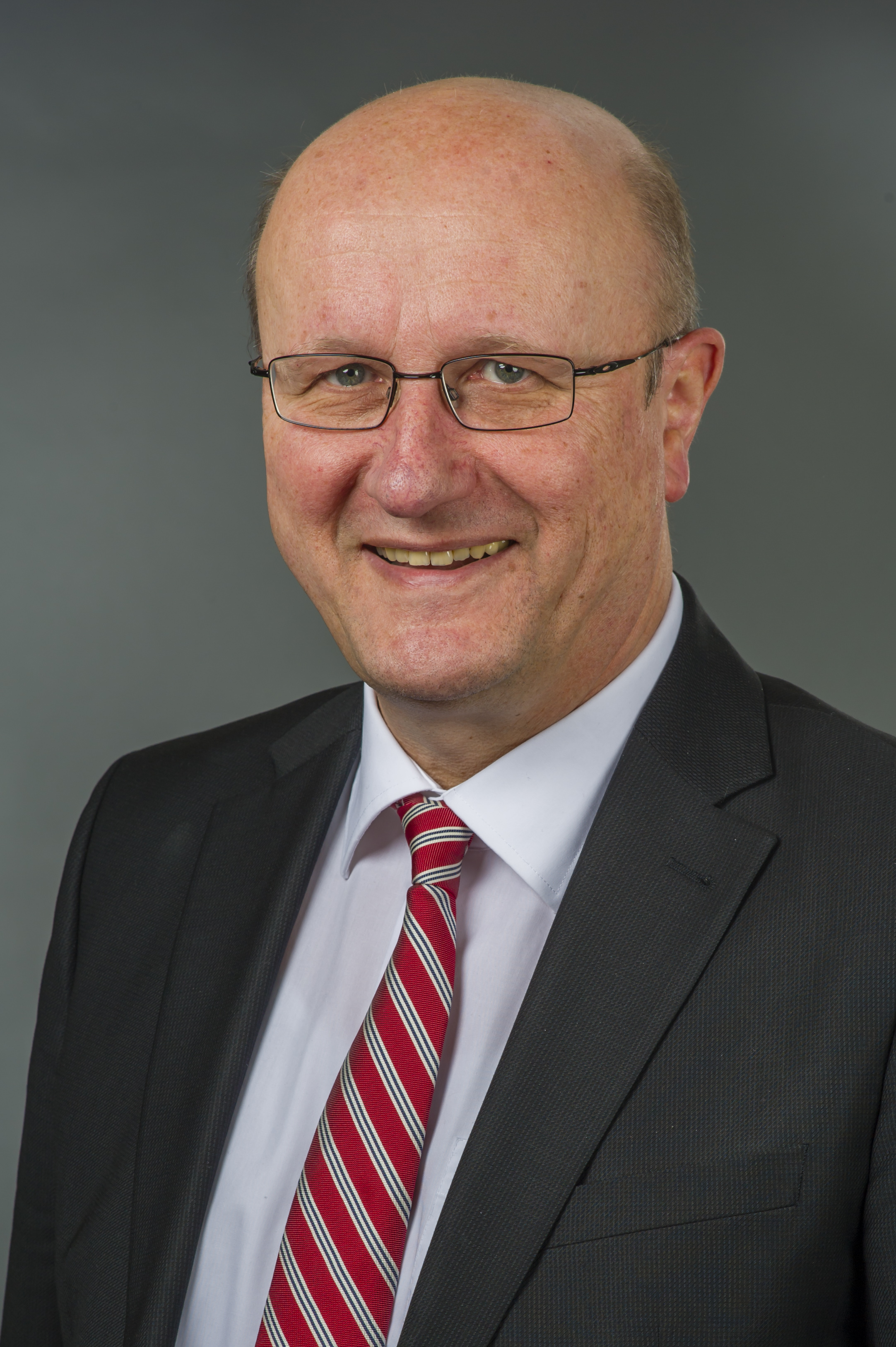
Karsten Becker, 2018

Karsten Becker (* 31. August 1958 in Stadthagen) ist ein deutscher Polizeibeamter und Politiker (SPD). Er war von 2013 bis 2022 Abgeordneter im Landtag von Niedersachsen.

## Biografie
Becker wuchs in seinem Geburtsort auf. Nach dem Schulbesuch trat er 1976 in die Polizei Niedersachsen ein und absolvierte ein Fachhochschulstudium mit Abschluss als Diplom-Verwaltungswirt (FH). Er versah seinen Dienst unter anderem bei der Polizeidirektion Hannover, von 1989 bis 1998 beim Polizeiamt für Technik und Beschaffung und seit 1998 beim Landespolizeipräsidium (LPP) im Niedersächsischen Innenministerium.
Karsten Becker ist verheiratet und Vater von zwei Kindern.

## Politik
Becker gehört der SPD seit seinem 22. Lebensjahr an. Für seine Partei ist er seit 2006 Mitglied im Kreistag des Landkreises Schaumburg. Bei der Landtagswahl in Niedersachsen 2013 errang er das Direktmandat im Wahlkreis Schaumburg und wurde bei der Landtagswahl in Niedersachsen 2017 wiedergewählt. Im Zuge seiner Abgeordnetentätigkeit war er Mitglied im Ausschuss für Inneres und Sport. Für die SPD-Landtagsfraktion nahm er außerdem das Amt des polizeipolitischen Sprechers wahr. Bei der Landtagswahl 2022 trat er nicht erneut an.